# Takhtajania
Takhtajania, monotipski rod vazdazelenih grmova ili manjeg drveća iz porodice Winteraceae. Jedina vrsta je T. perrieri, endem s Madagaskara.
Vrsta je ponovno otkrivena u sjeveroistočnom Madagaskaru, 85 godina nakon izvornog pronalaska 1909. godine. Često ju se naziva „živim fosilom”, jedina preživjela vrsta koja pripada porodici Winteraceae u Africi (Helder, 1998.). Njegove su jajne stanice veće od onih kod ostalih Winteraceae. Na temelju morfologije peludi, čini se da je Takhtajania najbliža Drimysu i Pseudowintera (Sampson, 2000). Filogenetski se nalazi u korijenu diversifikacije ove porodice (Karol i sur., 2000.).
Stablo je visine 5 do 12 m, debele aromatične kore, potpuno glatke. Listovi naizmjenični, zimzeleni, više ili manje skupljeni na vrhovima grana. Cvatovi su vršni, izduženi, u pseudo-štitastim cvatovima, a plodovi jajasti i crveni.

## Sinonimi
- Bubbia perrieri Capuron; Adansonia, n. s. 3: 374 (1963)